# Houn
Houn (tiếng Ả Rập: هون Hūn) là một đô thị ốc đảo ở miền bắc vùng Fezzan thuộc phía tây nam Libya. Đô thị là thủ phủ của quận Al Jufrah. Đô thị có dân số là 30.715 người.

## Địa lý
Houn nằm giữa quãng đường từ Sabha và bờ biển Địa Trung Hải và nằm trên sa mạc Sahara. Phong cảnh thiên nhiên quanh Houn chủ yếu gồm có các dãy núi bazan đất đen với các đụn cát kéo dài, và cây Phoenix dactylifera tạo thành các lùm cây nhỏ trên ốc đảo.
Các ngôi làng Waddan và Socna là những điểm định cư gần nhất của ốc đảo. Có một số nhà thờ Hồi giáo tại làng Waddan. Tất cả ba đô thị đếu là ốc đảo với sự phong phú về nguồn nước và cây cọ.

## Giao thông
Có các tuyến xe buýt công cộng từ các thành phố Sirt và Sabha đến đô thị này. Ngoài ra còn có một sân bay quân sự nằm giữa Houn vàWaddan. Houn nằm cách 250 km về phía nam của Sirte, 500 km từ Misrata và 350 km về phía bắc của Sabha.

## Lịch sử
Đô thị vốn có tên gọi là Miskan và đã có lịch sử khoảng 500 năm, nằm cách đô thị ngày nay khoảng 4 km. về phía đông nam. Các di tích xung quanh đô thị này vẫn đang được khai quật.
Dưới thới Libya thuộc Ý, Houn là thủ phủ của vùng Fezzan, được gọi là Territorio del Sahara Libico. Houn từng là trung tâm quân sự của quân đội Ý ở miền nam Libya thuộc Ý, và không phải là một phần của Vương quốc Ý (1861–1946) như Tripolitania thuộc Ý và Cyrenaica thuộc Ý.
Một cộng đồng nhỏ người Ý với khoảng 1.156 đã từng sinh sống tại Houn trong thời ký thuộc địa. Năm 1939, theo điều tra họ chiếm khoảng 3% trong tổng số 35.316 dân của đô thị. Hầu hết trong số họ đã dời đi sau Chiến tranh thế giới thứ hai.